# Ерманок, Михаил Зиновьевич
Михаил Зиновьевич Ерманок (4 августа 1929 года, Москва) — физик, член-корреспондент РАЕН, лауреат премии имени П. П. Аносова
В 1952 году окончил Московский институт цветных металлов и золота.

С 1952 года и по настоящее время работает во Всероссийском институте легких сплавов (с 1994 года - начальник отдела).
Член-корреспондент РАЕН (1995).
Член редколлегии журналов «Кузнечно-металлургическое производство», «Технология легких сплавов».

## Награды
- Государственная премия СССР (1980)
- Премия имени  П. П. Аносова (1994, совместно с Л. Х. Райтбаргом, Ю. В. Манегиным) — За цикл работ «Прогрессивные процессы производства пресованных изделий из алюминиевых, титановых сплавов и сталей»
- Заслуженный деятель науки Российской Федерации (1996)